# Station Weiwerd
Weiwerd (geografische afkorting Wer) was het spoorwegstation van Weiwerd in de Delfzijlster Oosterhoek in de Nederlandse provincie Groningen. Het behoorde tot de Standaardstations van de Noordoosterlocaalspoorweg-Maatschappij der derde klasse en was ontworpen door architect Eduard Cuypers.
Het station werd geopend op 5 januari 1910. Het diende vanaf die datum tot aan 1 december 1934 voor de treinen van de NOLS-spoorlijn Zuidbroek - Delfzijl. Vanaf 1 juli 1929 was Weiwerd ook het aansluitingsstation voor de treinen van de spoorlijn Groningen - Weiwerd - Delfzijl (het Woldjerspoor). Het station en het baanvak Weiwerd - Delfzijl bleven na de opheffing van de lijn uit Zuidbroek nog in gebruik voor de treinen van de Woldjerspoorlijn, totdat ook die voor reizigersvervoer werd gesloten op 5 mei 1941.  
Dit station heeft dus 31 jaar en vier maanden dienstgedaan, maar daarvan slechts vijf jaar en vijf maanden voor beide lijnen tegelijk. 
Het stationsgebouw uit 1909 werd bij de bevrijding van Delfzijl in 1945 opgeblazen door geallieerde troepen, nadat het gevorderd was door de Duitse bezetters.
0: Groningen ·
5: Roodehaan ·
7: Engelbert ·
9: Bieleveldslaan ·
10: Harkstede-Scharmer ·
15: Kolham ·
17: Froombosch ·
19: 's Gravenschans ·
20: Slochteren ·
22: Wijgchelsheim ·
23: Schildwolde-Hellum ·
25: Zandelaan ·
26: Siddeburen ·
27: Leentjerweg ·
32: Tjugchem-Meedhuizen ·
37: Weiwerd
0: Zuidbroek ·
2: Zuidbroek dorp ·
4: Noordbroek ·
9: Nieuw Scheemda-'t Waar ·
13: Nieuwolda ·
15: Wagenborgen ·
20: Weiwerd ·
22: Farmsum ·
22: Delfzijl
Appingedam · 
Bad Nieuweschans ·
Baflo · 
Bedum · 
Delfzijl · 
-West · 
Eemshaven ·
Grijpskerk · 
Groningen · 
-Europapark ·
-Noord ·
Haren · 
Hoogezand-Sappemeer · 
Kropswolde · 
Loppersum · 
Martenshoek · 
Roodeschool · 
Sauwerd · 
Scheemda · 
Stedum · 
Uithuizen · 
Uithuizermeeden · 
Usquert · 
Veendam · 
Warffum · 
Winschoten · 
Winsum · 
Zuidbroek · 
Zuidhorn
Voormalige stations: zie de lijst van voormalige spoorwegstations in Groningen